# مدیسون کینی
مدیسون کینی (انگلیسی: Maddison Keeney؛ زادهٔ ۲۳ مهٔ ۱۹۹۶) ورزشکار شیرجه اهل استرالیا است.
وی در مسابقات کشوری و بین‌المللی در مجموع برندهٔ ۲ مدال طلا، ۲ مدال نقره، ۴ مدال برنز شده‌است.